# Plechtige Verklaring van Stuttgart van 19 juni 1983
De Plechtige Verklaring van Stuttgart van 19 juni 1983 over de Europese Unie werd op 19 juni 1983 ondertekend door tien staatshoofden in Stuttgart. In november 1981 hadden de regeringen van Italië en Duitsland een conceptvoorstel ingediend bij de lidstaten voor een Europese Akte. De akte moest verdere Europese integratie stimuleren. De Europese Raad besloot op 26 en 27 november 1981 tot een mandaat. In 1983, tijdens een bijeenkomst van de Europese Raad in Stuttgart, deden de ministers van Buitenlandse Zaken verslag over hun werk betreffende de Akte.

## Intenties
"De staatshoofden en regeringsleiders van de lidstaten van de Europese Gemeenschappen hebben op een bijeenkomst van de Europese Raad besloten om het werk te hervatten dat in gang werd gezet met de Verdragen van Parijs en Rome. Het doel is het creëren van een verenigd Europa, wat meer dan ooit nodig is gezien de bedreigingen in de wereld. Het moet de Gemeenschap capabel maken om haar economische potentieel, haar politieke rol en relaties met andere volkeren te behouden, ..."
"De staatshoofden en regeringsleiders, zich bewust zijnde van een gemeenschappelijke bestemming en de wens om de Europese identiteit te bevestigen, bevestigen hun intentie tot vooruitgang richting een steeds nauwere Unie tussen de volkeren en lidstaten van de Europese Gemeenschap."